# Dissanthelium laxifolium
Dissanthelium laxifolium är en gräsart som beskrevs av Jason Richard Swallen och Oscar Tovar. Dissanthelium laxifolium ingår i släktet Dissanthelium och familjen gräs.
Artens utbredningsområde är Peru. Inga underarter finns listade i Catalogue of Life.